# Primera División de España 1975-76

La temporada 1975/76 de la Primera División de España de fútbol corresponde a la 45ª edición del campeonato. Se disputó entre el 6 de septiembre de 1975 y el 16 de mayo de 1976.
El Real Madrid revalidó el título conquistado la temporada anterior, sumando su decimoséptimo entorchado. 

## Sistema de competición
La Primera División de España 1975/76 fue organizada por la Real Federación Española de Fútbol. Como en temporadas precedentes, tomaron parte dieciocho equipo de toda la geografía española, integrados en un grupo único. Siguiendo un sistema de liga, los 18 equipos se enfrentaron todos contra todos en dos ocasiones -una en campo propio y otra en campo contrario- sumando un total de 34 jornadas. El orden de los encuentros se decidió por sorteo antes de empezar la competición.
La clasificación final se estableció con arreglo a los puntos obtenidos en cada enfrentamiento, a razón de dos por partido ganado, uno por empatado y ninguno en caso de derrota. Los mecanismos para desempatar la clasificación, si al finalizar el campeonato dos equipos igualaban a puntos, fueron los siguientes:
1. El que tuviera una mayor diferencia en el goal average o promedio de goles (cociente entre goles a favor y en contra) en los enfrentamientos entre ambos.
2. Si persiste el empate, el que tuviera el mayor goal average en todos los encuentros del campeonato.

### Efectos de la clasificación
El equipo que más puntos sumó al final del campeonato fue proclamado campeón de liga y obtuvo el derecho automático a participar en la siguiente edición de la Copa de Europa. 
Los tres mejores calificados, al margen de los clasificados para disputar la Copa de Europa (esto es, el campeón de Liga) y la Recopa de Europa (el campeón de la Copa del Generalísimo), obtuvieron una plaza para participar en la Copa de la UEFA de la próxima temporada.
Por su parte, los tres últimos clasificados descendieron a Segunda División, de la que ascendieron, recíprocamente, tres equipos.

## Equipos y estadios
| Equipo                        | Ciudad                     | Estadio               |
| ----------------------------- | -------------------------- | --------------------- |
| Athletic Club                 | Bilbao                     | San Mamés             |
| Club Atlético de Madrid       | Madrid                     | Vicente Calderón      |
| Fútbol Club Barcelona         | Barcelona                  | Camp Nou              |
| Real Betis Balompié           | Sevilla                    | Benito Villamarín     |
| Elche Club de Fútbol          | Elche                      | Altabix               |
| Real Club Deportivo Español   | Barcelona                  | Sarriá                |
| Granada Club de Fútbol        | Granada                    | Los Cármenes          |
| Hércules Club de Fútbol       | Alicante                   | José Rico Pérez       |
| Unión Deportiva Las Palmas    | Las Palmas de Gran Canaria | Insular               |
| Real Oviedo                   | Oviedo                     | Carlos Tartiere       |
| Real Racing Club de Santander | Santander                  | El Sardinero          |
| Real Madrid Club de Fútbol    | Madrid                     | Santiago Bernabeu     |
| Real Sociedad de Fútbol       | San Sebastián              | Atocha                |
| Unión Deportiva Salamanca     | Salamanca                  | Helmántico            |
| Sevilla Fútbol Club           | Sevilla                    | Ramón Sánchez-Pizjuan |
| Real Gijón                    | Gijón                      | El Molinón            |
| Valencia Club de Fútbol       | Valencia                   | Luis Casanova         |
| Real Zaragoza                 | Zaragoza                   | La Romareda           |

## Clasificación
| Pos. | Equipo                | Pts. | PJ | G  | E  | P  | GF | GC | Dif. | Clasificación                   |
| ---- | --------------------- | ---- | -- | -- | -- | -- | -- | -- | ---- | ------------------------------- |
| 1    | Real Madrid C. F. (C) | 48   | 34 | 20 | 8  | 6  | 54 | 26 | +28  | Clasifica a la Copa de Europa   |
| 2    | C. F. Barcelona       | 43   | 34 | 18 | 7  | 9  | 61 | 41 | +20  | Clasifica a la Copa de la UEFA  |
| 3    | Atlético de Madrid    | 42   | 34 | 18 | 6  | 10 | 60 | 38 | +22  | Clasifica a la Recopa de Europa |
| 4    | R. C. D. Espanyol     | 40   | 34 | 18 | 4  | 12 | 48 | 45 | +3   | Clasifica a la Copa de la UEFA  |
| 5    | Athletic Club         | 39   | 34 | 14 | 11 | 9  | 43 | 38 | +5   | Clasifica a la Copa de la UEFA  |
| 6    | Hércules C. F.        | 36   | 34 | 12 | 12 | 10 | 33 | 37 | −4   |                                 |
| 7    | Real Betis            | 35   | 34 | 15 | 5  | 14 | 34 | 50 | −16  |                                 |
| 8    | Real Sociedad         | 34   | 34 | 12 | 10 | 12 | 45 | 45 | 0    |                                 |
| 9    | U. D. Salamanca       | 34   | 34 | 12 | 10 | 12 | 31 | 33 | −2   |                                 |
| 10   | Valencia C. F.        | 32   | 34 | 12 | 8  | 14 | 43 | 41 | +2   |                                 |
| 11   | Sevilla C. F.         | 32   | 34 | 13 | 6  | 15 | 35 | 39 | −4   |                                 |
| 12   | Racing de Santander   | 32   | 34 | 14 | 4  | 16 | 45 | 56 | −11  |                                 |
| 13   | U. D. Las Palmas      | 30   | 34 | 12 | 6  | 16 | 39 | 43 | −4   |                                 |
| 14   | Real Zaragoza         | 30   | 34 | 11 | 8  | 15 | 45 | 43 | +2   |                                 |
| 15   | Elche C. F.           | 28   | 34 | 8  | 12 | 14 | 38 | 49 | −11  |                                 |
| 16   | Real Oviedo C. F. (D) | 27   | 34 | 11 | 5  | 18 | 41 | 45 | −4   | Descenso a Segunda División     |
| 17   | Granada C. F. (D)     | 26   | 34 | 8  | 10 | 16 | 29 | 50 | −21  | Descenso a Segunda División     |
| 18   | Sporting de Gijón (D) | 24   | 34 | 7  | 10 | 17 | 41 | 46 | −5   | Descenso a Segunda División     |

 Fuente: BDFutbol
Criterios de clasificación: Puntos · Diferencia de goles · Goles a favor · Play-off

### Evolución de la clasificación
| Equipo / Jornada   | 1  | 2  | 3  | 4  | 5  | 6  | 7  | 8  | 9  | 10 | 11 | 12 | 13 | 14 | 15 | 16 | 17 | 18 | 19 | 20 | 21 | 22 | 23 | 24 | 25 | 26 | 27 | 28 | 29 | 30 | 31 | 32 | 33 | 34 |
| Equipo / Jornada   |    |    |    |    |    |    |    |    |    |    |    |    |    |    |    |    |    |    |    |    |    |    |    |    |    |    |    |    |    |    |    |    |    |    |
| ------------------ | -- | -- | -- | -- | -- | -- | -- | -- | -- | -- | -- | -- | -- | -- | -- | -- | -- | -- | -- | -- | -- | -- | -- | -- | -- | -- | -- | -- | -- | -- | -- | -- | -- | -- |
| Real Madrid        | 4  | 3  | 2  | 1  | 1  | 1  | 1  | 1  | 1  | 1  | 1  | 1  | 1  | 1  | 1  | 1  | 2  | 3  | 2  | 2  | 1  | 2  | 1  | 1  | 1  | 1  | 1  | 1  | 1  | 1  | 1  | 1  | 1  | 1  |
| Barcelona          | 5  | 1  | 5  | 2  | 2  | 2  | 2  | 2  | 2  | 5  | 3  | 4  | 3  | 4  | 4  | 3  | 3  | 2  | 3  | 3  | 3  | 3  | 3  | 3  | 3  | 3  | 3  | 3  | 3  | 3  | 3  | 3  | 3  | 2  |
| Atlético de Madrid | 14 | 15 | 17 | 12 | 15 | 12 | 8  | 6  | 5  | 3  | 2  | 2  | 2  | 2  | 2  | 2  | 1  | 1  | 1  | 1  | 2  | 1  | 2  | 2  | 2  | 2  | 2  | 2  | 2  | 2  | 2  | 2  | 2  | 3  |
| Español            | 2  | 2  | 1  | 4  | 5  | 3  | 6  | 5  | 11 | 7  | 9  | 6  | 9  | 6  | 10 | 6  | 5  | 7  | 6  | 5  | 6  | 4  | 4  | 5  | 7  | 6  | 7  | 6  | 7  | 5  | 5  | 5  | 5  | 4  |
| Athletic Club      | 13 | 5  | 3  | 6  | 3  | 5  | 4  | 4  | 4  | 4  | 4  | 5  | 5  | 5  | 5  | 5  | 6  | 5  | 5  | 6  | 4  | 6  | 5  | 6  | 4  | 4  | 4  | 4  | 4  | 4  | 4  | 4  | 4  | 5  |
| Hércules           | 15 | 9  | 16 | 11 | 8  | 4  | 3  | 3  | 3  | 2  | 5  | 3  | 4  | 3  | 3  | 4  | 4  | 4  | 4  | 4  | 5  | 5  | 6  | 4  | 5  | 5  | 5  | 5  | 6  | 6  | 6  | 6  | 6  | 6  |
| Real Betis         | 11 | 18 | 12 | 17 | 14 | 11 | 7  | 8  | 7  | 6  | 8  | 9  | 11 | 8  | 9  | 11 | 9  | 8  | 9  | 7  | 9  | 7  | 8  | 7  | 8  | 9  | 9  | 8  | 9  | 8  | 9  | 7  | 7  | 7  |
| Real Sociedad      | 6  | 7  | 11 | 9  | 13 | 13 | 11 | 9  | 8  | 9  | 11 | 12 | 13 | 13 | 13 | 13 | 13 | 13 | 13 | 12 | 12 | 12 | 12 | 12 | 13 | 12 | 10 | 9  | 10 | 9  | 10 | 8  | 8  | 8  |
| Salamanca          | 7  | 12 | 9  | 13 | 10 | 8  | 10 | 11 | 9  | 10 | 7  | 8  | 8  | 11 | 8  | 9  | 8  | 11 | 8  | 9  | 8  | 10 | 9  | 10 | 9  | 10 | 11 | 13 | 11 | 14 | 11 | 10 | 10 | 9  |
| Valencia           | 3  | 11 | 14 | 7  | 4  | 10 | 13 | 13 | 12 | 11 | 13 | 11 | 12 | 10 | 12 | 12 | 12 | 12 | 12 | 13 | 13 | 13 | 13 | 11 | 12 | 11 | 12 | 11 | 12 | 12 | 12 | 12 | 12 | 10 |
| Sevilla            | 1  | 8  | 7  | 10 | 7  | 6  | 5  | 7  | 6  | 12 | 10 | 13 | 10 | 12 | 11 | 7  | 7  | 6  | 7  | 10 | 7  | 8  | 7  | 9  | 6  | 8  | 6  | 7  | 5  | 7  | 7  | 9  | 9  | 11 |
| Real Santander     | 16 | 6  | 6  | 3  | 6  | 7  | 9  | 10 | 13 | 8  | 6  | 7  | 6  | 7  | 6  | 8  | 11 | 9  | 11 | 8  | 10 | 9  | 10 | 8  | 10 | 7  | 8  | 10 | 8  | 10 | 8  | 11 | 11 | 12 |
| Las Palmas         | 18 | 14 | 15 | 18 | 18 | 16 | 17 | 15 | 16 | 16 | 16 | 18 | 18 | 17 | 16 | 16 | 16 | 16 | 17 | 17 | 16 | 16 | 14 | 14 | 14 | 13 | 14 | 12 | 15 | 13 | 14 | 14 | 14 | 13 |
| Real Zaragoza      | 8  | 13 | 4  | 8  | 12 | 15 | 15 | 16 | 17 | 17 | 17 | 16 | 15 | 15 | 14 | 14 | 14 | 15 | 14 | 14 | 14 | 14 | 16 | 16 | 15 | 15 | 15 | 14 | 14 | 11 | 13 | 13 | 13 | 14 |
| Elche              | 12 | 17 | 10 | 15 | 11 | 14 | 14 | 14 | 15 | 15 | 14 | 14 | 14 | 14 | 15 | 15 | 15 | 14 | 15 | 15 | 15 | 15 | 17 | 18 | 18 | 18 | 18 | 18 | 18 | 18 | 18 | 17 | 16 | 15 |
| Real Oviedo        | 17 | 16 | 18 | 14 | 16 | 17 | 18 | 18 | 18 | 18 | 18 | 17 | 17 | 18 | 18 | 18 | 18 | 17 | 18 | 16 | 18 | 18 | 18 | 15 | 17 | 16 | 17 | 16 | 16 | 17 | 16 | 16 | 15 | 16 |
| Granada            | 9  | 4  | 8  | 5  | 9  | 9  | 12 | 12 | 10 | 13 | 12 | 10 | 7  | 9  | 7  | 10 | 10 | 10 | 10 | 11 | 11 | 11 | 11 | 13 | 11 | 14 | 13 | 15 | 13 | 15 | 15 | 15 | 17 | 17 |
| Sporting de Gijón  | 10 | 10 | 13 | 16 | 17 | 18 | 16 | 17 | 14 | 14 | 15 | 15 | 16 | 16 | 17 | 17 | 17 | 18 | 16 | 18 | 17 | 17 | 15 | 17 | 16 | 17 | 16 | 17 | 17 | 16 | 17 | 18 | 18 | 18 |

## Resultados
| Local \ Visitante   | ATH | ATM | BAR | BET | ELC | ESP | GRA | HER | LAS | OVI | RAC | RMA | RSO | SAL | SEV | SPO | VAL | ZAR |
| ------------------- | --- | --- | --- | --- | --- | --- | --- | --- | --- | --- | --- | --- | --- | --- | --- | --- | --- | --- |
| Athletic Club       | —   | 2–0 | 2–1 | 0–0 | 0–0 | 2–1 | 2–1 | 1–0 | 1–0 | 1–0 | 1–0 | 2–0 | 2–0 | 1–0 | 4–1 | 2–1 | 5–4 | 0–0 |
| Atlético de Madrid  | 2–0 | —   | 3–0 | 4–0 | 3–0 | 3–1 | 3–2 | 3–0 | 2–1 | 3–1 | 1–1 | 1–0 | 2–2 | 4–1 | 1–0 | 2–2 | 1–0 | 2–0 |
| F. C. Barcelona     | 2–1 | 2–1 | —   | 3–1 | 1–0 | 5–0 | 3–0 | 1–1 | 3–0 | 2–0 | 2–1 | 2–1 | 2–0 | 3–1 | 2–0 | 5–1 | 1–1 | 2–1 |
| Real Betis          | 0–0 | 1–3 | 1–0 | —   | 2–0 | 1–2 | 4–1 | 1–0 | 1–0 | 2–1 | 3–0 | 0–2 | 1–0 | 1–1 | 1–0 | 1–0 | 2–1 | 1–0 |
| Elche C. F.         | 3–1 | 3–1 | 2–3 | 2–3 | —   | 2–1 | 0–0 | 1–1 | 1–1 | 1–0 | 5–2 | 1–1 | 1–1 | 1–1 | 2–0 | 1–0 | 2–0 | 0–0 |
| R. C. D. Español    | 3–1 | 1–0 | 3–0 | 2–1 | 2–0 | —   | 3–0 | 3–1 | 1–0 | 3–1 | 2–1 | 0–1 | 2–2 | 3–0 | 1–0 | 2–1 | 1–0 | 2–1 |
| Granada C. F.       | 2–1 | 3–4 | 0–2 | 0–0 | 3–2 | 0–1 | —   | 0–0 | 1–0 | 1–0 | 2–0 | 1–2 | 2–1 | 0–0 | 1–1 | 1–1 | 2–1 | 0–0 |
| Hércules C. F.      | 2–2 | 1–1 | 0–0 | 1–1 | 1–0 | 2–1 | 2–0 | —   | 1–0 | 1–0 | 2–1 | 1–2 | 0–0 | 1–0 | 1–0 | 1–1 | 2–0 | 2–0 |
| U. D. Las Palmas    | 2–2 | 2–0 | 3–1 | 3–0 | 0–0 | 1–1 | 1–2 | 2–1 | —   | 0–0 | 5–0 | 2–2 | 2–1 | 1–0 | 0–1 | 2–1 | 2–4 | 3–2 |
| Real Oviedo C. F.   | 4–1 | 0–2 | 1–1 | 3–0 | 4–1 | 1–2 | 3–0 | 1–1 | 1–2 | —   | 2–0 | 0–0 | 3–0 | 0–1 | 3–0 | 3–1 | 2–1 | 2–0 |
| Racing de Santander | 1–1 | 4–3 | 2–1 | 3–0 | 2–1 | 1–1 | 1–1 | 4–1 | 2–1 | 2–1 | —   | 1–0 | 2–0 | 1–0 | 2–1 | 2–0 | 0–1 | 4–1 |
| Real Madrid C. F.   | 1–0 | 1–0 | 0–2 | 5–0 | 2–2 | 3–1 | 4–1 | 4–0 | 2–1 | 2–0 | 2–0 | —   | 1–0 | 1–0 | 2–0 | 2–0 | 2–0 | 3–2 |
| Real Sociedad       | 3–2 | 1–1 | 2–2 | 3–2 | 4–0 | 1–0 | 2–0 | 3–0 | 2–0 | 0–2 | 3–2 | 1–1 | —   | 1–1 | 4–1 | 1–0 | 1–1 | 1–1 |
| U. D. Salamanca     | 2–1 | 2–2 | 2–0 | 2–0 | 2–2 | 1–0 | 1–1 | 0–1 | 1–0 | 0–0 | 3–0 | 0–0 | 1–2 | —   | 1–1 | 1–0 | 2–0 | 1–0 |
| Sevilla F. C.       | 0–0 | 1–0 | 2–0 | 2–0 | 2–1 | 2–1 | 1–0 | 0–0 | 3–0 | 4–0 | 3–1 | 1–1 | 2–1 | 1–2 | —   | 2–1 | 3–1 | 0–0 |
| Sporting de Gijón   | 1–1 | 1–0 | 1–1 | 5–0 | 1–1 | 6–1 | 0–0 | 1–3 | 3–0 | 3–1 | 1–2 | 0–2 | 3–0 | 0–1 | 1–0 | —   | 1–1 | 2–2 |
| Valencia C. F.      | 0–0 | 0–1 | 3–2 | 0–1 | 2–0 | 0–0 | 2–1 | 2–2 | 0–1 | 2–0 | 3–0 | 1–1 | 3–1 | 1–0 | 3–0 | 0–0 | —   | 3–2 |
| Real Zaragoza C. D. | 1–1 | 2–1 | 4–4 | 1–2 | 2–0 | 4–0 | 2–0 | 1–0 | 0–1 | 5–1 | 2–0 | 3–1 | 0–1 | 3–0 | 1–0 | 2–1 | 0–2 | —   |

## Máximos goleadores (Trofeo Pichichi)
| Jugador         | Equipo             | Goles | Partidos |
| --------------- | ------------------ | ----- | -------- |
| Quini           | Sporting de Gijón  | 21    |          |
| Leivinha        | Atlético de Madrid | 18    |          |
| Aitor Aguirre   | Real Santander     | 18    |          |
| Carlos Morete   | U. D. Las Palmas   | 16    |          |
| Carlos Diarte   | Real Zaragoza      | 16    |          |
| Dani Ruiz Bazán | Athletic Club      | 14    |          |
| Johnny Rep      | Valencia CF        | 14    |          |
| Rubén Ayala     | Atlético de Madrid | 13    |          |
| Carlos Caszely  | RCD Español        | 13    |          |
| Pirri           | Real Madrid        | 13    |          |